# Айталиев, Шмидт Мусаевич
Шмидт Муса́евич Айтали́ев (каз. Шмидт Мұсаұлы Айталиев, 28 января 1935, г. Уральск — 22 июня 2007, г. Алма-Ата) — учёный, доктор технических наук (1974, дисаертация «Напряженное состояние произвольно ориентированных горизонтальных выработок в слоистой толще»), профессор (1980), академик АН РК (1994). Заслуженный деятель науки и техники РК (1995). Основные научные труды посвящены механике горных пород — исследованию прочности и устойчивости подземных выработок. Один из основоположников научной школы механики подземного строительства республики.
Ученик Жакана Сулейменовича Ержанова.

## Труды
- «Конструирование и расчет набрызго-бетонной крепи» (1971)
- соавтор: «Сейсмонапряженное состояние подземных сооружении и анизотропно-слоистом массиве» (1981)
- соавтор: «Оптимальное проектирование протяженных подземных сооружении в анизотропном слоистом массиве» (1986)
- «Динамика тоннелей и подземных трубопроводов» (1989).